# Pakoti Corona
La Pakoti Corona è una struttura geologica della superficie di Venere.